# 劉一中
劉一中（1480年—？），字貫道，山西平陽府蒲州人，民籍，明朝政治人物。

## 生平
山西鄉試第□名舉人。正德六年（1511年）中式辛未科進士。同年接替孫燧，擔任直隶常州府宜興縣知縣，后由鍾卿密接任。九年调任陕西澄城知县。

## 家族
曾祖劉信；祖父劉溱，曾任知縣；父劉成文，曾任監生。母張氏。具庆下。